# Lazaristenkloster Damaskus

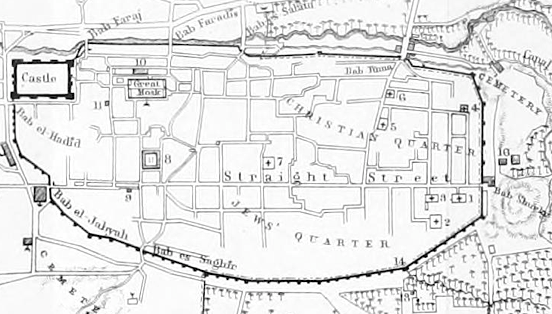
Altstadt von Damaskus 1855, mit Stadttoren und Stadtmauer. Im Nordosten bei den Stadttoren Bab Tuma und Bab Sharky das christliche Viertel (Christian Quarter) nördlich der Geraden Straße. Hier befinden sich sowohl das Lateinische Kloster (6.) als auch das Lazaristen-Kloster (5.)

Das Lazaristenkloster Damaskus (arabisch دير الآباء العازاريين), Klosterkirche auch al-Azarye-Kirche (كنيسة العازرية Kanisa al-Azaria ‚Lazarus-Kirche‘), ist ein Kloster des römisch-katholischen Ordens der Lazaristen in der syrischen Hauptstadt Damaskus. Es befindet sich im christlichen Viertel der Altstadt nahe beim Stadttor Bāb Tūmā.

## Standort
Das Kloster steht südlich an der Ecke der Al-Azariya-Straße (Lazarusstraße, شارع العازرية) oder Al-Azriya-Gasse (حارة العزرية) mit der Bāb-Tūmā-Straße (شارع باب توما), die von der Bāb-Scharqi-Straße (شارع باب توما), dem östlichen Teil der Geraden Straße, zum nordöstlichen Stadttor Bāb Tūmā (Thomastor باب توما) führt. Es steht zwischen der Bāb-Tūmā-Straße im Westen und der Michael-Naimy-Gasse  (حارة ميخائيل نعيمة) im Osten. Südlich vom Kloster ist ebenfalls an der Bāb-Tūmā-Straße die Georgskathedrale der Syrisch-Orthodoxen Kirche von Antiochien. Auf der Nordseite der gegenüber dem Kloster befindet sich das Restaurant Al-Azariah (مطعم العازرية).

## Geschichte
1755 eröffneten Lazaristen aus Frankreich eine erste Missionsschule in Damaskus, in der sie Französisch, Latein, Geschichte, Geographie und Arabisch unterrichteten. 1783 lösten die Lazaristen in Damaskus die Jesuiten ab, deren Orden 1774 durch Papst Clemens XIV. aufgelöst worden war. Laut dem Handbuch der biblischen Erd- und Länderkunde von 1844 war das Lazaristen-Kloster, in dem französische Klosterbrüder lebten, eines von drei römisch-katholischen Klöstern in Damaskus, und zwar neben dem Franziskanerkloster und dem Kloster der Kapuziner, in dem 1832 aber nur noch ein einziger Pater wohnte.

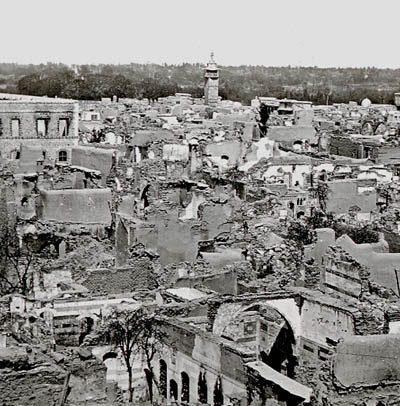
Das zerstörte Christenquartier von Damaskus, 1860. Am linken Bildrand oben das zerstörte Lazaristenkloster

Um 1860 waren von den rund 150.000 Einwohnern von Damaskus über 100.000 Muslime. Im Zuge des Bürgerkriegs im Libanongebirge wurde das christliche Stadtviertel von Damaskus am 9. Juli 1860 von drusischen Milizen gebrandschatzt, wobei etwa 6000 Christen der Stadt Damaskus, unter ihnen 30 Priester und drei Bischöfe, ermordet wurden. Der Emir Abd el-Kader griff ein und brachte mehrere tausend Christen zum Schutz in die Zitadelle von Damaskus, darunter neben den Jesuiten und den Barmherzigen Schwestern auch die Lazaristen. Das Lazaristenkloster in Damaskus wurde jedoch zerstört.
Die Schule der Lazaristen wurde 1967 verstaatlicht, doch konnten sie 1977 eine Komplementärschule (al-Fager) eröffnen. Diese wurde auch 1996 noch betrieben und mehrheitlich von christlichen Schülern besucht. Zur Gemeinschaft der Lazaristen gehörten im Jahre 1996 fünf Klosterbrüder.